# Славное (станция)
Сла́вное (бел. Слаўнае) — железнодорожная станция Минского отделения Белорусской железной дороги на линии Минск — Орша. Расположена в одноимённом посёлке Толочинского района Витебской области, между остановочными пунктами Красновка и Нарцизово.

## История
Строительство станции началось в конце 1860-х годов, введение в эксплуатацию состоялось вместе с железнодорожным участком Смоленск — Брест Московско-Брестской железной дороги (с 1912 года — Александровской) в ноябре 1871 года. В 1877—1879 годах на железнодорожной линии появились вторые пути. 1 июля 1896 года Московско-Брестская железная дорога, включая железнодорожную станцию были выкуплены государством. 
Во время Великой Отечественной войны с июля 1941 по 28 июня 1944 года станция находилась под немецко-фашистской оккупацией. 28 августа 1942 года вооружённая группа партизан, численностью в 350 человек совершило атаку на немецкий гарнизон, расположенный на станции. В результате нападения было разрушено станционное здание, подорван участок железнодорожной линии, водонапорные башни и стоящий на станции немецкий эшелон.
В 1936—1953 годах станция являлась частью Оршанского отделения Западной железной дороги, затем в составе Калининской железной дороги, в 1957 году станция передана в введение Белорусской железной дороги. В 1981 году станция была электрифицирована переменным током (~25 кВ) в составе участка Борисов — Орша-Центральная.

## Инфраструктура
Славное — железнодорожная станция 4-го класса, через которую ежесуточно проходят 38 пар поездов, из которых 8 — пассажирские, региональных линий. Станция имеет крупное путевое развитие, через неё проходят два магистральных пути, от которых ответвляются десять станционных, в том числе четыре — тупиковые. На станции расположена база запаса локомотивов. В настоящее время станция обслуживает только пассажиров, грузовые операции не осуществляются.
Для посадки-высадки пассажиров имеются две платформы прямой формы, имеющие длину по 245 метров каждая, платформа в сторону Орши — береговая, вторая платформа — островная. Пересечение железнодорожных путей осуществляется по двум наземным пешеходным переходам, оснащёнными предупреждающими плакатами. Здание пассажирского вокзала с залом ожидания и билетной кассой (работает ежедневно с 7 до 19 часов) расположено на платформе в оршанском направлении.

## Пассажирское сообщение
Ежедневно через станцию проходят и останавливаются электропоезда региональных линий эконом-класса (пригородные электрички), следующие до станций расположенных в Минске: Минск-Пассажирский, Минск-Восточный, о.п. Институт культуры (5-6 рейсов в день). До станции Орша-Центральная отправляются 5 рейсов в день, периодически на станции оборачиваются нерегулярные рейсы и следующие в Минск. Интервал между отправлениями составляет от 2-х до 4-х часов, время в пути до Орши составляет 1 час 23 минуты, до Борисова — 48 минут, до станции Минск-Пассажирский — 2 часа 19 минут.
На выходе с платформ станции расположено разворотное кольцо и остановка, от которой отправляются автобусы 201 маршрута, следующие до автостанции в городе Круглое. Автобусы совершают всего несколько рейсов в день и работают только по пятницам и субботам.